# 常在心
常在心（Sheung Joy Sum），是香港無線電視爭產劇集《溏心風暴》內的虛構角色，由鍾嘉欣飾演。
常在心的角色於開拍才確實由鍾嘉欣出演，角色廣受市民歡迎，使其知名度及人氣急升，此角色性格堅強倔強及楚楚可憐，成為了鍾嘉欣的代表作，始後她屢被安排飾演相類似的角色，亦多次憑這類角色上位，更獲封為「民選視后」。

## 角色身份
- 香港女童軍成員
- 香港城市大學法律系一級榮譽畢業生
- 香港城市大學法律系學士學位
- 劉關律師事務所律師樓文員
- 大律師

## 個人資料
| 年份         | 年齡     | 身份                       | 負責案件   |
| 1989至1994年 | 12至17歲 | 香港女童軍成員             |            |
| 1995年       | 18歲     | 香港城市大學法律系日校學生 |            |
| 2002年       | 25歲     | 香港城市大學法律系夜校學生 |            |
| 2007年       | 30歲     | 大律師                     | 唐家爭產案 |

## 衍生作品
- 溏心風暴系列

## 影響
角色常在心的孝順、節儉、堅強面對被終日游手好閒的哥哥常在德欺負的形象，被稱為慳妹接班人，成為觀眾非常受歡迎的角色，而常在心與程亮（林峯飾）也憑這部劇，成為電視荧幕情侶。
另外，《溏心風暴》亦掀起一股網絡日記熱潮，劇中常在心於自設網站「常在心間」撰寫日記，以及程亮撰寫的日記「沒有常在心的日子」，都為觀眾及網民群起模仿的對象，牽連甚廣，當時有網民曾建立該網站，而至今仍能搜尋到「常在心間」及「沒有常在心的日子」的痕跡。此後，無綫電綫屢在其他劇集加插撰寫日記的情節，但評價及牽連程度均未能與該劇相提並論。
常在心一名更成為了演員鍾嘉欣的代名詞，至今仍是深入民心。
飾演常在心的鍾嘉欣憑此角色首次被網民推舉為最年輕的「最佳女主角」，個人首次成為「民間視后」，始後於2011年起屢被網民熱捧為萬千星輝頒獎典禮「最佳女主角」熱門人選，惜每次都大熱倒灶，不過在網絡投票都為首位，仍是香港的「民選視后」。